# Liste der Kulturgüter in Saint-Maurice
Die Liste der Kulturgüter in Saint-Maurice enthält alle Objekte in der Gemeinde Saint-Maurice im Kanton Wallis, die gemäss der Haager Konvention zum Schutz von Kulturgut bei bewaffneten Konflikten, dem Bundesgesetz vom 20. Juni 2014 über den Schutz der Kulturgüter bei bewaffneten Konflikten sowie der Verordnung vom 29. Oktober 2014 über den Schutz der Kulturgüter bei bewaffneten Konflikten unter Schutz stehen.
Objekte der Kategorien A und B sind vollständig in der Liste enthalten, Objekte der Kategorie C fehlen zurzeit (Stand: 1. Januar 2023).

## Kulturgüter
| Foto | | Objekt | Kat. | Typ | Standort                                                   | Beschreibung |
| ---- | --- | --- | ---- | --- | ---------------------------------------------------------- | --- |
| ja   | Datei hochladen · Wikidata zu Abtei Saint-Maurice (Q125019525)                                          | Abtei Saint-Maurice d’Agaune / Abbaye de St-Maurice d’Agaune KGS-Nr.: 07114                                                                             | A    | G   | Avenue d’Agaune 15 566419 / 118750                         | |
| ja   | Datei hochladen · Wikidata zu Schloss mit Dufour Turm (Q2970553)                                        | Schloss mit Dufour Turm / Château avec Tour Dufour KGS-Nr.: 07117                                                                                       | A    | G   | Route du Chablais 566381 / 119200                          | |
| ja   | Datei hochladen · Wikidata zu Haus de la Pierre (Q29573908)                                             | Haus de la Pierre / Maison de la Pierre KGS-Nr.: 07118                                                                                                  | A    | G   | Grand-Rue 54 566521 / 118757                               | |
| ja   | Datei hochladen · Wikidata zu Schatzkammer der Abtei Saint-Maurice d'Agaune (Q29573916)                 | Schatzkammer der Abtei Saint-Maurice d’Agaune / Trésor de l’Abbaye de Saint-Maurice d’Agaune KGS-Nr.: 08669                                             | A    | S   | Avenue d’Agaune 19 566455 / 118806                         | |
| ja   | Datei hochladen · Wikidata zu Stiftung Historisches Archiv der Abtei Saint-Maurice d'Agaune (Q27488721) | Stiftung Historisches Archiv der Abtei Saint-Maurice d’Agaune / Fondation des archives historiques de l’Abbaye de Saint-Maurice d’Agaune KGS-Nr.: 08825 | A    | S   | Avenue d’Agaune 15 566408 / 118756                         | |
| ja   | Datei hochladen · Wikidata zu Archäologische Schichten der Abtei Saint-Maurice d’Agaune (Q29573904)     | Archäologische Schichten der Abtei Saint-Maurice d’Agaune / Abbaye de Saint-Maurice d’Agaune & agglomération médiéval-temps modernes KGS-Nr.: 09703     | A    | F   | Avenue d’Agaune 15 566405 / 118743                         | |
| ja   | Datei hochladen                                                                                         | Rhonebrücke / Pont sur le Rhône KGS-Nr.: 10365 | A    | G   | Route du Chablais / Route de Saint-Maurice 566420 / 119211 | Objekt liegt hälftig auf Gemeindegebiet von Saint-Maurice im Kanton Wallis und Bex (KGS-Nr. 10498) im Kanton Waadt. |
| ja   | Datei hochladen · Wikidata zu Kapuziner-Konvent und Kirche (Q29892468)                                  | Kapuzinerkonvent mit Kirche / Couvent et église des capucins KGS-Nr.: 07119                                                                             | B    | G   | Rue Saint-François 10 566586 / 118774                      | |
| ja   | Datei hochladen · Wikidata zu Kirche St. Sigismond und Pfarrhaus (Q29892471)                            | Kirche Saint-Sigismond und Pfarrhaus / Église Saint-Sigismond et cure KGS-Nr.: 07120                                                                    | B    | G   | Avenue de la Gare 566382 / 118521                          | |
| ja   | Datei hochladen · Wikidata zu Einsiedelei Notre-Dame du Scex (Q2957235)                                 | Einsiedelei Notre-Dame du Scex / Ermitage Notre-Dame du Scex KGS-Nr.: 07121                                                                             | B    | G   | 565959 / 118410                                            | |
| ja   | Datei hochladen · Wikidata zu Bahnhof und Ringlokschuppen Saint-Maurice (Q29892473)                     | Bahnhof und Ringlokschuppen / Gare et rotonde KGS-Nr.: 07122                                                                                            | B    | G   | Sous le Scex 566199 / 118480                               | |
| ja   | Datei hochladen · Wikidata zu Hospiz und Kapelle Saint-Jacques (Q29892475)                              | Hospiz und Kapelle Saint-Jacques / Hospice et chapelle Saint-Jacques KGS-Nr.: 07124                                                                     | B    | G   | Avenue du Simplon 1 566509 / 118497                        | |
| ja   | Datei hochladen · Wikidata zu Rathaus (Q29892477)                                                       | Rathaus / Hôtel de Ville KGS-Nr.: 07125 | B    | G   | Grand-Rue 79 566499 / 118800                               | |
| ja   | Datei hochladen · Wikidata zu Maison de Bons (Q29927182)                                                | Maison de Bons KGS-Nr.: 07127 | B    | G   | Grand-Rue 48, 50 566529 / 118730                           | |
| ja   | Datei hochladen · Wikidata zu Kapelle Saint-Maurice (Märtyrerfeld) (Q29927210)                          | Kapelle Saint-Maurice (Märtyrerfeld) / Chapelle St-Maurice (champ des martyrs) KGS-Nr.: 07128                                                           | B    | G   | Vérolliez 566414 / 117198                                  | |
| ja   | Datei hochladen · Wikidata zu Kaserne (Q29927124)                                                       | Kaserne KGS-Nr.: 09084 | B    | G   | Sous le Scex 566064 / 118380                               | |
| ja   | Datei hochladen · Wikidata zu Bibliothek der Abtei Saint-Maurice d'Agaune (Q27488723)                   | Bibliothek der Abtei Saint-Maurice d’Agaune / Bibliothèque de l’Abbaye de Saint-Maurice d’Agaune KGS-Nr.: 09374                                         | B    | S   | Avenue d’Agaune 15 566420 / 118724                         | |
| ja   | Datei hochladen · Wikidata zu Ehemaliges Zollhaus (Q29892466)                                           | Ehemaliges Zollhaus / Ancien octroi de douane KGS-Nr.: 10364                                                                                            | B    | G   | Route du Chablais 1 566398 / 119186                        | |
| ja   | Datei hochladen · Wikidata zu Fondation Ateliers d'artiste (Q125687739)                                 | Fondation Ateliers d’Artiste (FAA) KGS-Nr.: 17238 | B    | S   | Grand-Rue 74 566517 / 118827                               | |
| BW   | Datei hochladen · Wikidata zu Schulgruppe (Q131383999)                                                  | Groupe scolaire KGS-Nr.: 17354 | B    | G   | Chemin de la Tuilerie 566557 / 118446                      | |
| ja   | Datei hochladen · Wikidata zu Schule und Pensionat (drei Gebäude) (Q131383809)                          | Schule und Pensionat (drei Gebäude) / École et pensionnat (tros bâtiments) KGS-Nr.: 17355                                                               | B    | G   | Chemin de la Tuilerie 3 566563 / 118490                    | |
| ja   | Datei hochladen · Wikidata zu Altes Gebäude Kollegium Saint-Maurice (Q114302829)                        | Kollegium Saint-Maurice, altes Gebäude / Collège de Saint-Maurice, ancien bâtiment KGS-Nr.: 17356                                                       | B    | G   | Rue Saint-Sigismond 8 566372 / 118682                      | |
| ja   | Datei hochladen · Wikidata zu Wohnhäuser (Q131386758)                                                   | Wohnhäuser / Habitations KGS-Nr.: 17357 | B    | G   | Grand-Rue 74, 76 566516 / 118831                           | |
| BW   | Datei hochladen · Wikidata zu Villa Gross (Q131387196)                                                  | Villa Gross KGS-Nr.: 17358 | B    | G   | Passage Saint-Augustin 3 566401 / 118404                   | |
| ja   | Datei hochladen · Wikidata zu Alte Post (Q131387477)                                                    | Alte Post / Ancienne poste KGS-Nr.: 17359 | B    | G   | Grand-Rue 9 566481 / 118548                                | |
| ja   | Datei hochladen · Wikidata zu Druckerei Saint-Augustin (Q131387565)                                     | Druckerei Saint-Augustin / Imprimerie Saint-Augustin KGS-Nr.: 17360                                                                                     | B    | G   | Avenue du Simplon 4 566485 / 118474                        | |
| BW   | Datei hochladen · Wikidata zu Haus Panisset und Gothique (Q131387939)                                   | Haus Panisset und Gothique / Maison Panisset et Gothique KGS-Nr.: 17362                                                                                 | B    | G   | Place du Parvis 81 566492 / 118831                         | |
| BW   | Datei hochladen · Wikidata zu Waisenhaus von Vérolliez (Q131388020)                                     | Waisenhaus von Vérolliez / Orphelinat de Vérolliez KGS-Nr.: 17363                                                                                       | B    | G   | Vérolliez 49 566393 / 117132                               | |